# Ratchaburi Mitr Phol FC
Ratchaburi Mitr Phol Football Club (taj. สโมสรฟุตบอลราชบุรี มิตรผล) – tajski klub piłkarski, grający w Thai Premier League, mający siedzibę w Ratchaburi.

## Sukcesy
- Thai League 2
  - mistrzostwo (1): 2012
- Puchar Tajlandii
  - zwycięstwo (1): 2016
- Puchar Ligi Tajskiej
  - mistrzostwo (2): 2012, 2013

## Stadion
Domowe mecze klub rozgrywa na Stadionie Mitr Phol w Ratchaburi. Stadion może pomieścić 14000 widzów.

## Skład na sezon 2018
| Nr | Poz. | Piłkarz                                                 |
| -- | ---- | ------------------------------------------------------- |
| 1  | BR   | Kittipong Phuthawchueak (wypożyczony z Bangkoku United) |
| 2  | OB   | Sila Srikampang                                         |
| 3  | OB   | Joël Sami                                               |
| 4  | OB   | Pravinwat Boonyong                                      |
| 5  | OB   | Pratum Chuthong (wypożyczony z Chiangrai United)        |
| 7  | PO   | Chutipol Thongthae (kapitan)                            |
| 9  | PO   | Nattawut Sombatyotha                                    |
| 10 | NA   | Kang Soo-il                                             |
| 14 | PO   | Montree Promsawat                                       |
| 15 | PO   | Phuritad Jarikanon                                      |
| 16 | PO   | Gionata Verzura                                         |
| 17 | OB   | Ekkaluck Thonghkit                                      |

| Nr | Poz. | Piłkarz                                          |
| -- | ---- | ------------------------------------------------ |
| 20 | NA   | Mark Hartmann                                    |
| 23 | NA   | Yannick Djaló                                    |
| 24 | NA   | Sompong Soleb (wypożyczony z Bangkoku United)    |
| 25 | OB   | Suree Sukha                                      |
| 26 | BR   | Kritsada Nonchai                                 |
| 27 | BR   | Ukrit Wongmeema                                  |
| 31 | PO   | Pathomchai Sueasakul                             |
| 33 | PO   | Philip Roller                                    |
| 35 | OB   | Satsanapong Wattayuchutikul                      |
| 36 | PO   | Narakorn Noomchansakul                           |
| 77 | PO   | Jakkapan Pornsai (wypożyczony z Bangkoku United) |
| 99 | NA   | Nerijus Valskis                                  |